# 音韻学
音韻学（おんいんがく、拼音: yīnyùnxué）とは、漢字音（中国語）の歴史的な音韻変化を研究する学問分野。古くは経学の小学から派生し、近代的な学問区分では歴史言語学の一部とされる。
単に音韻学といった場合、普通はこの学問のことを指すが、広く音声を研究する音韻論（phonology）のことを言う場合もある。両者を区別する場合には、中国音韻学、中国語圏では漢語音韻学とも呼ばれる。

## 概要
中国語も他の言語の例に漏れず、時代を経るごとに変化している。一例を挙げると「講」という字は現代北京語ではjiang[tɕiaŋ]と読むが、元 明時代には[kiaŋ]であったし、唐末五代には[kaŋ]であった。このような中国語の発音の歴史的変遷を探るのが音韻学である。古くは周秦時代から中国の知識層は自己の言語に対しての独自の研究をしていた。ただしインドやヨーロッパの言語学と比較して決定的に違う点がある。中国の言語の学問は文法などは全く対象にせず、専ら漢字の意味・形・音を研究していたことである。これは四書五経を正確に解釈する上でこれらの学問が必要とされていたからである。
漢字の意味を研究するのは訓詁学、形は文字学、そして音を研究するのが本稿で取り上げる音韻学である。

## 歴史
漢代に訓詁学と文字学が誕生し、仏教が伝来し魏晋南北朝時代に悉曇学が中国にもたらされて中国の言語研究に大きな影響を与えた。中国側でも音韻を重視する四六駢儷体と呼ばれる文体が流行し、沈約により四声説が唱えられた。更にはこの時期に漢字の音を表現する方法として反切が発明された。
このような研究の高まりにより、詩作における音韻の重要性も高まったことで韻書という韻引き字典が作られるようになった。その中でも隋仁寿元年（601年）に編まれた『切韻』はその後400年に渡り、韻書の標準となった。その後、増補・修訂版が出されるが北宋大中祥符元年（1008年）に最終版というべき『広韻』が編纂された。また音韻を図にまとめた韻図も作られた。
明において上古音（周から秦にかけての音）の研究が顧炎武によって始められ、清代に考証学の1つとして研究が進められて大きな成果を挙げた（古音学）。
そして清の終わりごろ、これらの中国の音韻学に比較言語学の手法を適用して音韻学を新たな段階に進ませたのがスウェーデン出身のベルンハルド・カールグレンである。カールグレンは辛亥革命の最中の1910年から1912年にかけて中国北方の各地を回って方言を集めて回った。そして1912年にヨーロッパに戻り、その成果を1915年から1926年にかけて『中国音韻学研究』（原題『Études sur la phonologie chinoise』）に纏めた。この研究はその後の音韻学全ての基礎となる画期的なものであり、中国本土の学者たちに与えた影響も非常に大きかった。
カールグレンの研究に対してフランスのアンリ・マスペロが批判を行い、その批判を受けたカールグレンは自説に修正を加えた。その後もカールグレン説に対して日本の有坂秀世・河野六郎らが修正を加えた。